# Боксберг ТЕС
Електростанція Боксберг (нім. Kraftwerk Boxberg) — електростанція, що працює на бурому вугіллі з трьома енергоблоками в Боксберзі, поблизу Вайсвассера, Саксонія, Східна Німеччина. З кінця 1990-х років її потужність становить 1900 МВт.
У 2001 році її придбала Vattenfall Europe, підрозділ Vattenfall. Електростанція була продана Vattenfall чеській енергетичній групі EPH та її фінансовому партнеру PPF Investments 30 вересня 2016.

## Історія
Як і електростанція Єншвальде і електростанція Schwarze Pumpe, електростанція Боксберг була побудована в місці, оточеному відкритими шахтами. Перший блок був побудований в 1966 році, в 1980-х роках було 14 блоків із сумарною потужністю 3520 тис. МВт.
Після возз'єднання Німеччини дванадцять блоків (210 МВт кожен) вимкнено, а два по 500 MW кожен, були модернізовані. У середині 1990-х побудовано новий блок 900-МВт, ще блок на 675 МВт прогнозувався на кінець 2012 року.